# فرودگاه آراپونگاس
فرودگاه آراپونگاس (به انگلیسی: Arapongas Airport) (به زبان بومی: Aeroporto Alberto Bertelli) یک فرودگاه همگانی ۲۵۴۹ با کد یاتا APX است که یک باند فرود بله دارد و طول باند آن آسفالت متر است. این فرودگاه در شهر آراپونگاس کشور برزیل قرار دارد و در ارتفاع ۷۹۲ متری از سطح دریا واقع شده است.